# James Grimston, II conte di Verulam
James Walter Grimston, II conte di Verulam (20 febbraio 1809 – 27 luglio 1895) è stato un nobile e politico inglese.

## Biografia
Era il figlio di James Grimston, I conte di Verulam, e di sua moglie, Lady Charlotte Jenkinson, figlia di Charles Jenkinson, I conte di Liverpool.

## Carriera
Verulam fu eletto alla Camera dei comuni per St Albans (1830-1831), Newport (1831-1832) e l'Hertfordshire (1832-1845). Nel 1845 Verulam succedette al padre prendendo posto nella Camera dei lord. Più tardi prestò servizio nelle prime due amministrazioni del conte di Derby come Lord in waiting (1852 e 1858-1859). Ricoprì anche la carica onoraria di Lord luogotenente dell'Hertfordshire (1846-1892), in successione a suo padre.
La proprietà di Grimston in Giamaica, e in seguito all'abolizione della tratta degli schiavi (1836-1837) richiese un risarcimento di £ 7.359 in compensazione della perdita di 376 schiavi.
Nel 1860, il Times notò che Grimston era uno dei pochi a detenere titoli in tutti e tre i regni dell'Inghilterra, della Scozia e dell'Irlanda.

### Cricket
Verulam giocava a cricket di prima classe come battitore di mano destra (RHB). Era principalmente associato al Marylebone Cricket Club (MCC), con 21 presenze dal 1830 al 1849. 
Diversi membri della sua famiglia erano anche giocatori di cricket di prima classe: tre dei suoi fratelli Edward, Robert e Francis, così come i suoi nipoti Walter Grimston e Lord Hyde.

## Matrimonio
Sposò, il 12 settembre 1844, Elizabeth Joanna Weyland (?-5 luglio 1886), figlia del reverendo Richard Weyland. Ebbero sei figli:
- Lady Harriot Elizabeth Grimston (1845-15 agosto 1888), sposò Francis Harwood Poore, non ebbero figli;
- Lady Jane Grimston (12 dicembre 1848-2 novembre 1920), sposò Sir Alfred Jodrell, IV Baronetto, non ebbero figli;
- James Grimston, III conte di Verulam (11 maggio 1852-11 novembre 1924);
- William Grimston (7 gennaio 1855-10 maggio 1900);
- Lady Maud Grimston (1857-3 settembre 1929), sposò Paulyn Rawdon-Hastings, ebbero sei figli;
- Robert Grimston (18 aprile 1860-8 luglio 1928), sposò Gertrude Villiers, ebbero tre figli.